# Grand Prix automobile de Rhodésie
Le Grand Prix de Rhodésie est une course automobile qui s'est tenue entre 1960 et 1976 à Salisbury, la capitale de la Rhodésie. Cette épreuve fut également inscrite occasionnellement au Championnat d'Afrique du Sud de Formule 1. 
La première édition s'est tenue sur l'aéroport de Salisbury (renommée Harare en 1980), puis de 1961 à 1973 à Bulawayo sur le circuit James McNeillie notamment. Les deux dernières éditions se tiennent à Salisbury sur le circuit de Donnybrook.
L’indépendance qui conduit à l’expulsion de nombreux habitants de la communauté blanche (le pays fut renommé à cette occasion Zimbabwe) met fin aux compétitions automobiles.

## Palmarès
| Année | Vainqueur        | Voiture           | Catégorie        | Circuit                 | Résultats |
| ----- | ---------------- | ----------------- | ---------------- | ----------------------- | --------- |
| 1960  | Syd Van de Vyver | Cooper-Alfa Romeo | Formule libre    | Aéroport de Belvedere   | Résultat  |
| 1961  | Ernest Pieterse  | Heron-Alfa Romeo  | Formule 1        | Circuit James McNeillie | Résultat  |
| 1962  | Gary Hocking     | Lotus-Climax      | Formule 1        | Circuit James McNeillie | Résultat  |
| 1963  | John Love        | Cooper-Climax     | Formule 1        | Circuit James McNeillie | Résultat  |
| 1964  | Paul Hawkins     | Brabham-Ford      | Formule 1        | Circuit James McNeillie | Résultat  |
| 1965  | John Love        | Cooper-Climax     | Formule 1        | Circuit James McNeillie | Résultat  |
| 1966  | Bob Anderson     | Brabham-Climax    | Formule 1        | Circuit James McNeillie | Résultat  |
| 1967  | John Love        | Brabham-Repco     | Formule 1        | Circuit James McNeillie | Résultat  |
| 1968  | John Love        | Lotus-Ford        | Formule 1        | Circuit James McNeillie | Résultat  |
| 1969  | Dave Charlton    | Lola-Chevrolet    | Formule 1 (AdS)  | Circuit James McNeillie | Résultat  |
| 1970  | Dave Charlton    | Lotus-Ford        | Formule 1 (AdS)  | Circuit James McNeillie | Résultat  |
| 1971  | John Love        | March-Ford        | Formule 1 (AdS)  | Breedon Everard Raceway | Résultat  |
| 1972  | John Love        | Brabham-Ford      | Formule 1 (AdS)  | Breedon Everard Raceway | Résultat  |
| 1973  | Dave Charlton    | Lotus-Ford        | Formule 1 (AdS)  | Breedon Everard Raceway | Résultat  |
| 1974  | Ian Scheckter    | Lotus-Ford        | Formule 1 (AdS)  | Donnybrook Raceway      | Résultat  |
| 1975  | Non couru        | Non couru         | Non couru        | Non couru               | Non couru |
| 1976  | Roy Klomfass     | Ralt-Ford         | Formule Atlantic | Donnybrook Raceway      | Résultat  |

## Source de la traduction
- (en) Cet article est partiellement ou en totalité issu de l’article de Wikipédia en anglais intitulé « Rhodesian Grand Prix » (voir la liste des auteurs).